# Eva dorme
Eva dorme è un romanzo storico di Francesca Melandri, pubblicato nel 2010 e che rappresenta l'esordio letterario dell'autrice. Vincitore di numerosi premi letterari, il libro è stato tradotto in tedesco, francese, olandese ed altre lingue.

## Storia editoriale
Il libro ha ottenuto il Premio F. Seminara/Premio Rhegium Julii per l'Opera Prima 2010, il Premio Internazionale Cesare de Lollis 2010, il Premio speciale della giuria Il Molinello 2011, il Premio Maria Teresa di Lascia 2011; inoltre in Francia si è aggiudicato il Prix Bouchon de cultures 2012 e il Prix des Lecteurs 2013 al festival Littératures Européennes - Cognac (LEC).

## Trama

### Il titolo
Nel corso del libro si sottolinea in molti punti l'insonnia della protagonista Eva Huber. Dire "Eva dorme" è sinonimo di espressioni quali Ora non sa, non c'è, ma succede assai di rado. Nella sezione intitolata Km 715-850, Eva ripensa a quanto le ha detto il suo unico marito, un americano, citando il canto XI del Paradiso perduto di John Milton: l'Arcangelo Michele svela ad Adamo il futuro della stirpe umana, mentre Eva, che non deve sentire, è fatta dormire.

### Il contesto storico

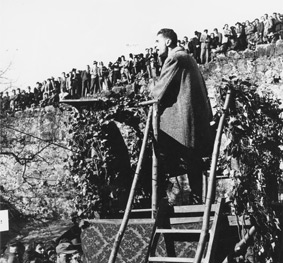
Magnago parla alla folla raccoltasi a Castel Firmiano il 17 novembre 1957.

Il racconto storico inizia  con l'annessione da parte dell'Italia nel 1919 del Sud Tirolo e prosegue ripercorrendo la fase di italianizzazione forzata della regione, perseguita dal partito fascista. Dopo la seconda guerra mondiale, con il riproporsi delle gravi incomprensioni tra popolazione autoctona di lingua tedesca e immigrati provenienti da ogni parte d'Italia, l'autrice segue le molteplici vicende che portarono al confronto tra le parti, voluto da Silvius Magnago e Aldo Moro, rispettivamente presidente della Südtiroler Volkspartei e presidente del Consiglio dei Ministri In un clima di terrorismo esasperato, costellato di attentati mortali, i due uomini politici riuscirono nel tempo a formulare un'intesa che tutelasse i diritti dei vari gruppi linguistici e alla costituzione della Provincia autonoma di Bolzano. L'opera di pacificazione e integrazione fu molto lunga e Aldo Moro non ne vide il coronamento; Magnago invece fu presidente della Provincia autonoma fino al 1989 e durante i suoi mandati fu implementata l'autonomia dell'Alto Adige. Nel secolo XXI, le soluzioni attuate hanno reso l'Alto Adige/Sud Tirolo un'area geopolitica tranquilla e non più percorsa da rivendicazioni separatiste.

### La vicenda romanzesca
Hermann Huber ha undici anni quando, nel 1919, perde entrambi i genitori. Il maso di famiglia va al fratello maggiore e per il ragazzo seguono lunghi anni di abbandono. Costretto dapprima a fare il garzone, impedito a parlare tedesco nella sua terra, un giorno vede nel fascismo l'opportunità di una condizione migliore e non esita a iscriversi. Apprende così anche a guidare il camion e la sua vita, pur sempre faticosa, si arricchisce di una famiglia. Poco prima dello scoppio della seconda guerra mondiale, Hermann aderisce all'esodo di sudtirolesi che vogliono diventare cittadini del Terzo Reich e, per alcuni anni, nulla si sa di lui. Ritorna alla fine del conflitto, senza cittadinanza e senza onore, dal momento che in epoca fascista aveva angariato e anche partecipato ai pestaggi di vari compaesani che non condividevano le sue idee.
Nel 1961, quando la figlia terzogenita Gerda è richiesta come aiuto nella cucina di un grande albergo di Merano, Hermann non esita ad accettare l'offerta, senza preoccuparsi del fatto che, appena sedicenne, la ragazza è molto indifesa e i mezzi della famiglia non sono più così ristretti da rendere indispensabile questo distacco. Inserita in un ambiente lavorativo serio, ma estenuante, la giovinetta si preoccupa di imparare, tanto che lo chef, Herr Neumann, la nota e le fa ottenere un avanzamento nella gerarchia della cucina. Ma nonostante la rigorosità con cui affronta il lavoro, Gerda è innamorata di un giovane, Hannes, che la rende gravida e non parla di sposarla. Tornata a casa, viene scacciata per sempre dal padre ed è costretta a partorire a Merano, presso le suore dell'Opera nazionale maternità e infanzia.
La figlia di Gerda è chiamata Eva. Da Hannes non arriva l'aiuto sperato; presentatosi alla casa delle suore, poiché non ha intenzione di riconoscere la bambina, si deve allontanare senza aver visto né la madre, né la figlia. A Gerda ha pensato con generosità Herr Neumann, il quale si presenta per riportarla al lavoro, con il consenso della proprietaria dell'albergo. Seguono due anni durissimi, in cui Gerda riesce a tenere la piccola in albergo con l'aiuto dei colleghi, ma quando impara a camminare, la madre deve sistemarla altrove. Il ritorno al paese è pieno di delusioni: il padre rifiuta di riceverla, la moglie del fratello Peter è preoccupata dalle continue e non spiegate assenze del coniuge, che si è dato al terrorismo. La poveretta ha dovuto tornare in casa dei genitori. Altri parenti fanno finta di non capire. Solo il maso di Sepp e Maria Schwingshackl, anziani genitori di tredici figli, si apre e, grazie a Ruthi, bimba addetta alla custodia dei più piccoli, Eva diventa parte della calda famiglia. Da allora trascorre dieci mesi al maso e due, quelli di bassa stagione lavorativa, con la madre in una camera d'affitto.
L'infanzia di Eva è in tutto simile a quella dei coetanei, ma in modo particolare la bambina si lega a Ulli, figlio maggiore di Peter e appena più grande di lei. Con il fratellino di Ulli, Sigi, invece c'è scarso affiatamento. I due bambini un giorno apprendono che il loro padre non c'è più: Peter è rimasto vittima di un attentato che lui stesso preparava. La mancanza del padre, comune a Eva e ai cugini, conduce a molte riflessioni e non pochi paragoni, spiegati per sommi capi da un giovane e gentile parente. Intanto Gerda, rispettata da tutti, si può concedere persino qualche divertimento e in tal modo, una sera, conosce il brigadiere Vito Anania, calabrese.
Tra Vito e Gerda nasce un amore sincero e solido, che comprende anche la piccola Eva. Cresciuto in una famiglia calda di affetti e ricca di dialogo, Vito è perfetto nel ruolo di padre per Eva che, con un matrimonio, vuole senz'altro adottare. Per lei desidera il meglio: entrata a scuola con un anno d'anticipo, alle soglie dell'adolescenza, lui vorrebbe che studiasse in un liceo, anziché alla scuola alberghiera, massimo orizzonte di Gerda. Però il matrimonio subisce due forme di ostacolo: la madre di Vito non gradisce la presenza di una figlia già decenne e l'Arma dei Carabinieri, per regolamento, non accetta che un suo membro sposi la sorella di un terrorista. Le conseguenze sono un duplice distacco che Vito si sente di compiere, ma Gerda, con rara inflessibilità, dichiara che mai lo sposerà e interrompe qualsiasi rapporto con lui. Nel 1979, arriva a respingere un pacchetto destinato a Eva, tenendola all'oscuro dell'accaduto.
Privata di quello che sarebbe stato il miglior padre del mondo, Eva cresce con Ulli, in grande affiatamento. È a lei che il cugino rivela la propria omosessualità. Invece Sigi dimostra disprezzo per il fratello e, avendo questi portato a conoscere il suo compagno, Sigi si rende responsabile di un atto tanto indegno che il compagno se ne va per sempre. Dopo pochi giorni Ulli si toglie la vita. Così Eva, giovane e promettente donna, non si lega mai a uomini che possano diventare per lei il progetto di una famiglia.
Gli anni passano e nella regione in cui Eva è cresciuta e continua a tornare avviene, a poco a poco, una pacificazione: tutto sembra un brutto ricordo. All'età di quarant'anni e oltre, alla vigilia di Pasqua, Eva riceve una telefonata: è Vito che le chiede di andare a raggiungerlo. Eva non esita, si mette in treno e durante il lunghissimo viaggio ripercorre la storia sua e di chi l'ha preceduta o accompagnata. Arriva a Reggio Calabria in tempo per conoscere il figlio di Vito, un giovane di nome Gabriele. Simpatico e cordiale, Gabriele la sistema in una camera e le consegna il pacchetto che Vito le aveva mandato tanti anni prima. Il mattino dopo, incontra Vito morente e, come un tempo, gli mette la testa accanto per dormire. Fiduciosa come da bimba, il suo papà è con lei.

## Personaggi
Famiglia Huber
- Hermann, rimasto orfano all'età di 11 anni, nel 1919, è costretto ad impiegarsi come garzone. Sposa Johanna, dalla quale avrà i figli Peter, Anne Marie e Gerda.
- Peter, sposato a Leni, è il padre di Ulli e Sigi. Diviene terrorista e muore mentre prepara un ordigno.
- Gerda, figlia minore di Hermann, viene allontanata da casa per svolgere un lavoro (in realtà non strettamente necessario). Ciò causa la sua gravidanza e il conseguente rifiuto del padre e della sorella di rivederla mai più, con la scusa che avrebbe provocato l'improvvisa morte della madre Johanna, che ignorava di avere problemi alle coronarie.
- Eva, figlia illegittima di Gerda, nata nel 1963.
- Ulli (Ulrich), primogenito di Peter, cugino e quasi fratello di Eva. Omosessuale, sconta l'incomprensione del chiuso ambiente e muore suicida.
- Sigi, secondogenito di Peter, è profondamente ostile a Ulli e causa remota del suo suicidio. In seguito si dedica alla rinascita nazista, diventando una persona da evitare ad ogni costo.

Altri personaggi
- Vito Anania, brigadiere dei Carabinieri di stanza in Alto Adige. Instaura un rapporto d'amore con Gerda e Eva.
- Mariangela Mollica, madre di Vito.
- Paul Staggl, possessore del maso più povero del paese, perché il terreno è ripido e in ombra, riesce a inventare rudimentali funivie per gli sciatori, che con il perfezionarsi lo rendono molto ricco.
- Hannes, figlio di Paul, è l'uomo che seduce e ingravida Gerda, senza mai trovare la volontà di sposarla.
- Sepp Schwingshackl, ex compagno di scuola di Hermann, da questi angariato perché non propenso a emigrare in Germania. Con la moglie Maria, accoglie la piccola Eva, crescendola con i suoi numerosissimi discendenti.
- Ruthi, nipote di Sepp e Maria, bada a Eva (insieme ai suoi fratellini); ne diventa poi la madrina.
- Herr Neumann, chef dell'albergo dove Gerda è andata a lavorare. È il primo a riconoscere le sue capacità in cucina e si prodiga perché continui a lavorare anche dopo la gravidanza.

## Edizioni
- Francesca Melandri, Eva dorme: romanzo, Mondadori, Milano 2010
- Francesca Melandri, Eva dorme, Oscar Mondadori, Milano 2011
- Francesca Melandri, Eva dorme, legge: Tambani Chiara, Centro internazionale del libro parlato, Feltre 2013
- Francesca Melandri, Eva dorme, edizione speciale Mondadori, Milano 2016
- Francesca Melandri, Eva dorme, Oscar Bestsellers Mondadori, Milano 2019
- Francesca Melandri, Eva dorme, Bompiani, Firenze-Milano 2021